# Atari 400/800/XL/XE
Atari 400, Atari 800, серії XL і XE — сімейство 8-розрядних домашніх комп'ютерів виробництва компанії Atari, які випускалися від 1979 року і продавалися в США. Останні моделі сімейства вироблялися до 1992 року і поширювалися в Європі.
Центральний процесор усіх моделей сімейства — MOS Technology 6502, який працює на частоті 1,79 МГц (1,77 МГц для PAL-версії). Для обробки графіки, звуку, введення/виведення використано спеціалізовані мікросхеми — це розвантажувало процесор для інших завдань. Така продуктивність та архітектура дозволили успішно конкурувати з іншими домашніми комп'ютерами того часу — Apple II та Commodore PET.
Сімейство мало комерційний успіх: від 1979 до 1985 року продано близько 2 млн Atari 400 і 800, у 1981—1982 роках Atari лідирувала на ринку домашніх комп'ютерів. Найпопулярнішою моделлю сімейства стала Atari 800XL — продано понад 600 тис примірників. Однак на продаж сімейства драматично вплинули поява Commodore 64 і криза індустрії відеоігор 1983 року.

## Історія
1976 року Warner Communications придбала компанію Atari в Нолана Бушнелла. Тоді готувалася до виходу на ринок ігрова приставка Atari 2600.
Наприкінці 1977 року Atari 2600 вийшла, і зразу ж розпочалася розробка нової машини. У команді інженерів Atari з дослідницького центру Grass Valley Research Center відчували, що вони мають близько трьох років до того, як Atari 2600 застаріє, і почали розробку проєкту нової консолі, яка стала б заміною 2600 до 1979 року. Те, до чого вони прийшли, було по суті «скоригованою» версією 2600, в якій виправлено найочевидніші недоліки. Нова модель мала бути швидшою від 2600, з покращеною графікою та значно кращим звуком. Робота над чіпами для нової системи тривала протягом 1978 року і переважно стосувалась покращення відеопідсистеми, названої Color Television Interface Adaptor (CTIA).
1977 року ринок домашніх комп'ютерів ділили між собою Apple II, Commodore PET і TRS-80. У лютому 1978 року директором Atari став Рей Кассар. Кассар хотів, щоб нові домашні комп'ютери Atari дозволили конкурувати з Apple. Для такої ролі потрібно було, щоб машина підтримувала символьну графіку, мала можливості розширення периферійними пристроями, завантаження програм зі стрічки або диска, розширення пам'яті і дозволяла використовувати мову програмування BASIC.
Необхідність у символьній графіці призвела до появи ANTIC – співпроцесора, що працює разом із CTIA для формування зображення. Як і TIA в моделі 2600, CTIA відповідав лише за спрайти. ANTIC, створений для роботи з растровими зображеннями та символами, надавав набір текстових та графічних відеорежимів різної роздільної здатності .

### Перші моделі: 400 та 800

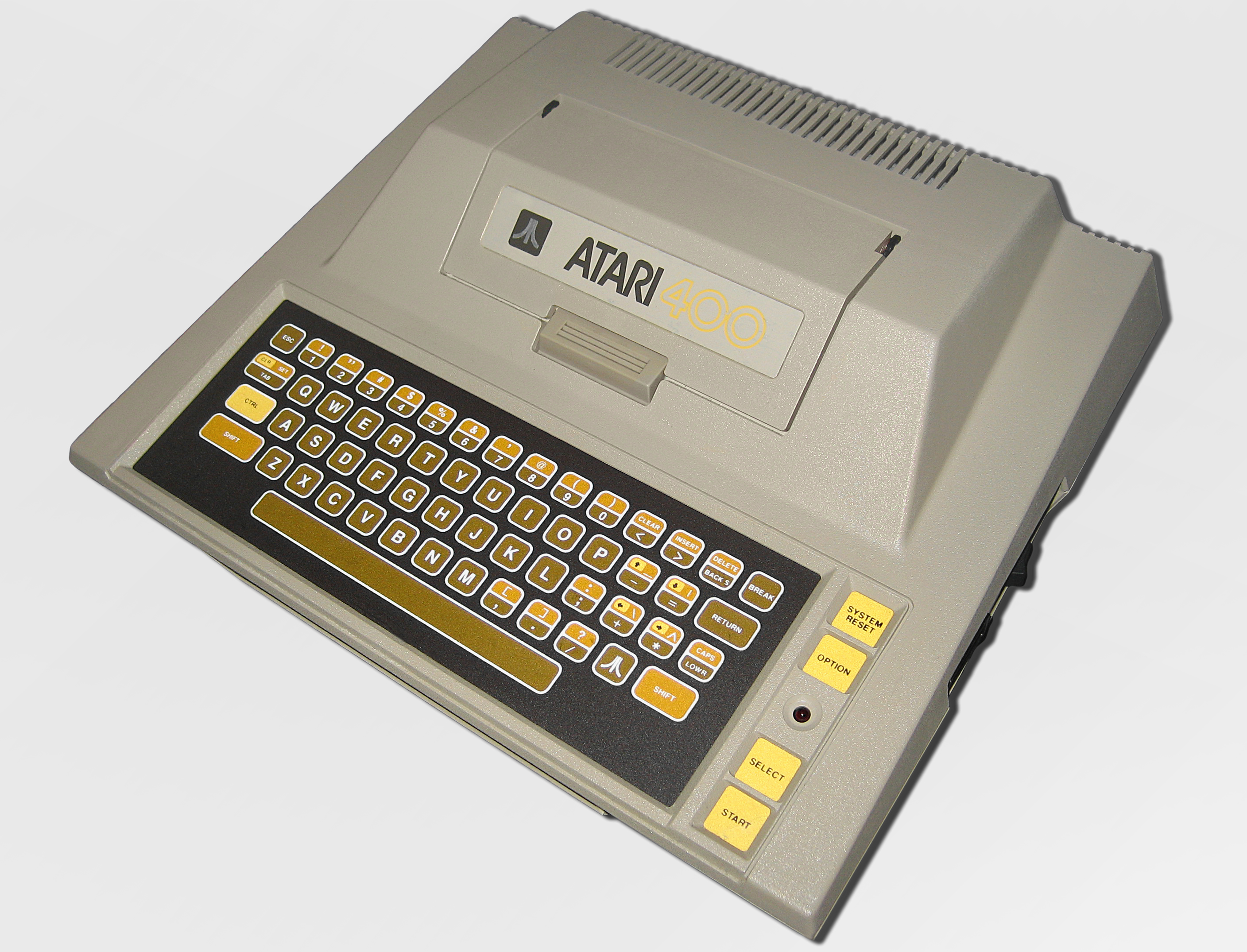
Atari 400, 1979 рік

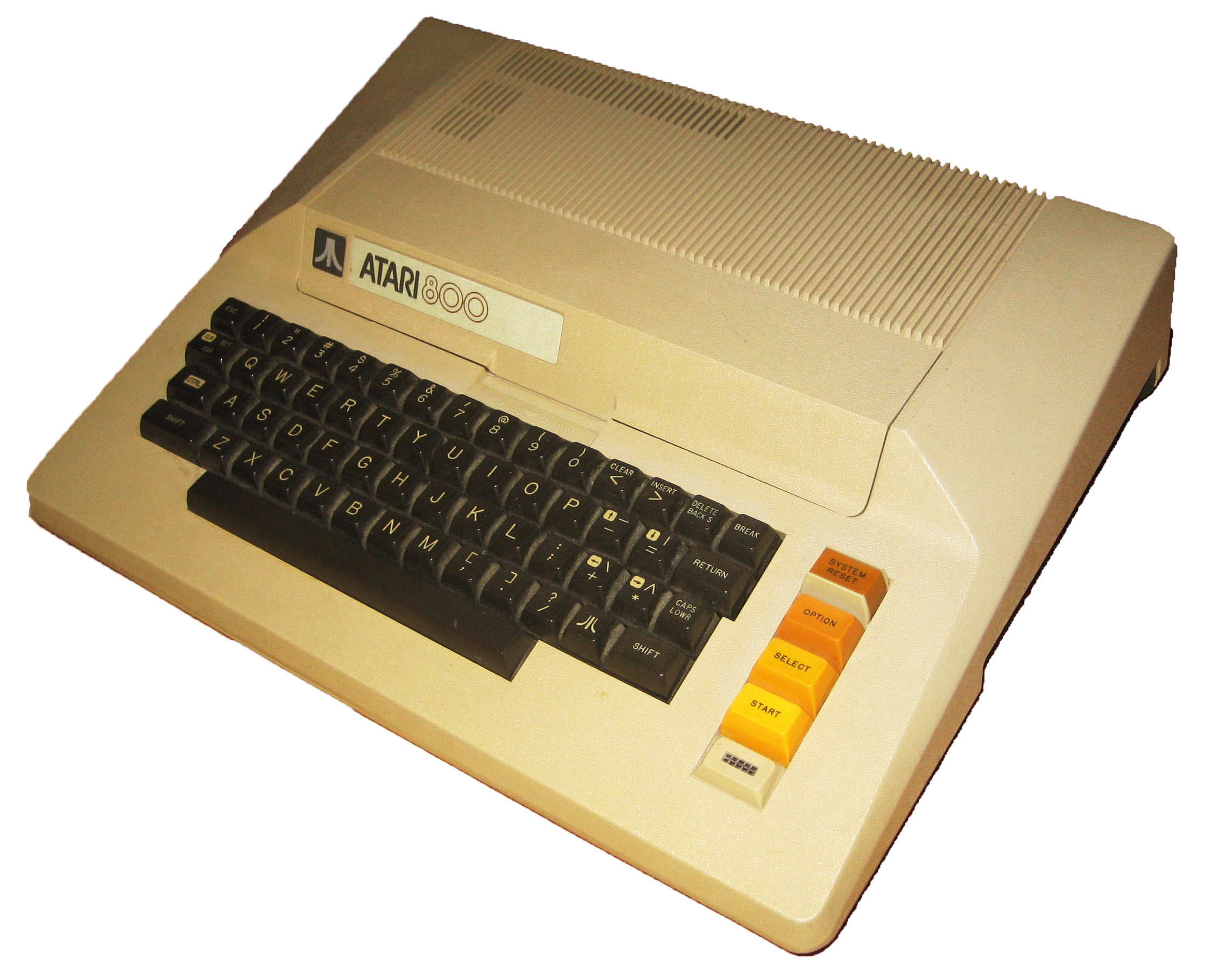
Atari 800

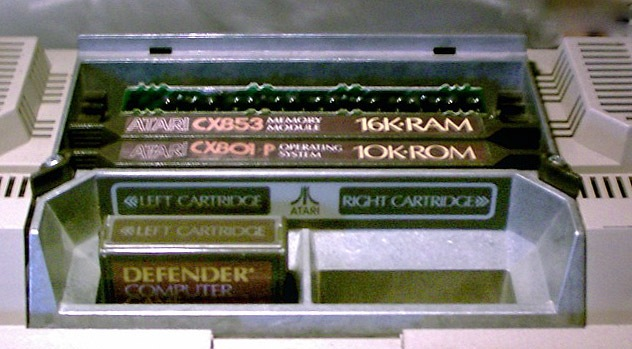
Слоти розширення та картриджів Atari 800

Менеджмент окреслив дві цільові моделі: Candy для нижнього цінового сегмента та Colleen для верхнього. Основна відмінність між двома машинами була в маркетингу: Atari позиціювала Colleen як комп'ютер з ігровими функціями, а Candy як ігрову приставку з функціями комп'ютера. Colleen повинна була мати слоти для ОЗП і ПЗП, а також другий слот під картридж на 8 КБ, вихід на монітор і повноцінну клавіатуру, тоді як на Candy використовувалася мембранна клавіатура та внутрішні слоти для пам'яті (недоступні для користувача). На той час стандарти Федеральної комісії зв'язку (FCC) вимагали, щоб перешкоди від споживчих пристроїв у ТБ-діапазоні були мінімальними, тому машини 400 і 800 мали міцний корпус із важким внутрішнім алюмінієвим екрануванням, що формує клітину Фарадея .
Спочатку, як і більшість виробників домашніх комп'ютерів, Atari мала намір використовувати для нових машин Microsoft BASIC, плануючи постачати його у 8 КБ картриджі. Але куплена в Microsoft версія для 6502 займала 9 КБ; крім того, Atari бажала розширити можливості стандартного Бейсика підтримкою апаратних можливостей нових комп'ютерів, що збільшило обсяг до 11 КБ, і всі спроби Atari вкластися у 8 КБ провалилися. У вересні 1978 року Atari звернулася з цією проблемою до консалтингової фірми Shepardson Microsystems (SMI), яка вже мала досвід написання BASIC для Apple II. У SMI їм запропонували написати власну версію BASIC з нуля, результатом став Atari BASIC.
Вихід на ринок моделей, які стали називатися 400 і 800, анонсовано на виставці CES у січні 1979 року, на West Coast Computer Faire у Сан-Франциско в травні і знову на CES у червні, але випуск машин почато лише в серпні і до листопада 1979 року вони набули поширення. Спочатку моделей відрізнялися обсягом пам'яті - 4 КБ ОЗП в моделі 400 і 8 КБ у моделі 800. Однак на час випуску ціни на пам'ять стали падати, як наслідок, обидві моделі вийшли з 8 КБ ОЗП. У міру того, як ціни падали, Atari довела обсяг пам'яті для моделі 800 до 48 КБ, заповнивши всі слоти. Проблема з перегріванням у модулях пам'яті призвела до того, що Atari довелося відмовитись від корпусів для модулів розширення пам'яті. Пізніше кришку над слотами розширення пам'яті стали прикручувати (спочатку вона встановлювалася на защіпках).
Через обмеження FCC на нові машини не можна було встановити слот розширення, як у Apple II. Натомість було створено власний дорогий інтерфейс, названий Serial Input/Output (SIO), який дозволяв підключити кілька зовнішніх пристроїв, з'єднуючи їх послідовно.
Попри мембранну клавіатуру і єдиний слот картриджа, продаж Atari 400 вдвічі перевищив продаж Atari 800. Тому розробники практично не використовували правий слот, який був тільки на моделі 800. У наступних моделях правий слот картриджа прибрано.
Пік продажів моделей 400/800 припав на 1982 рік. Їх виробництво припинено в травні 1983 рік.

### Проект Sweet 8/16
Atari ледь вдавалося конкурувати з Commodore, Apple і Tandy на ринку мікрокомп'ютерів. У середині 1981 року повідомлялося, що Atari втратила 10 млн доларів за такого ж загального обсягу продажів. Моделі 400 і 800 були складними і дорогими у виробництві, вони складалися з кількох друкованих плат, частина яких розташовувалась усередині масивного алюмінієвого захисту. Розширення пам'яті було можливим лише за допомогою спеціальних карт, що вимагало застосування дорогих з'єднувальних шин та пакування карт, але машини повністю комплектувалися розширеннями пам'яті безпосередньо при виробництві.
Ще одним суттєвим фактором стала поява рейтингів комісії FCC для цифрових пристроїв, які використовуються в побуті та на робочих місцях. Один із рейтингів, відомий як Class B, вимагав, щоб пристрій не створював перешкод лише для інших пристроїв, таких як телевізори та радіоприймачі. Тому стало можливим застосування локального захисту лише від найсильніших радіоперешкод, а потреба у важкому екрануванні, як у моделях 400 і 800, зникла.
1981 року Atari почала проєкт Z800, основною метою якого було здешевити модель 800. 1982 року в Atari ця робота мала назву Sweet 8 (або Liz NY) и Sweet 16. Результатом став оновлений ряд машин, дещо подібних до моделей 400 і 800, але значно дешевших і простіших у виробництві. Покращення технології створення мікросхем дозволили звести весь набір чипів початкової моделі в один чип. У початковому дизайні було сім окремих друкованих плат, у новій моделі залишилась одна. Atari навіть замовила спеціальну версію процесора 6502 (модель 6502C «Sally»), в якій додано вивід HALT, що дозволило вилучити зі схеми 4 чипи.
У нових моделях також з'явився порт розширення для зовнішніх пристроїв – 50-контактний Parallel Bus Interface (PBI). До нього мав підключатися зовнішній пристрій зі слотами під карти розширення (1090XL, не випускався).

### 1200XL

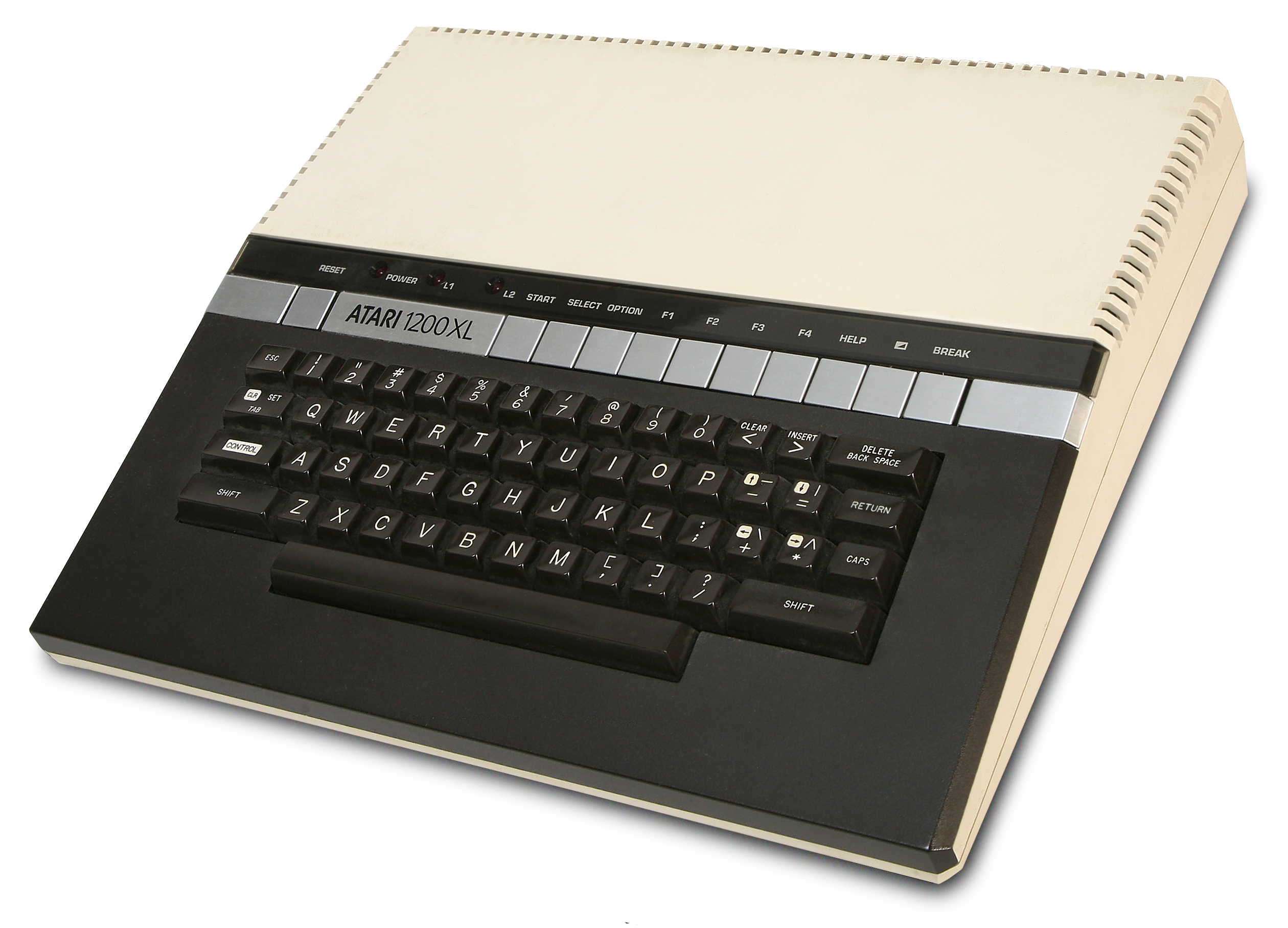
Atari 1200XL

Як і перші моделі, Sweet 8/16 планувалося випустити у двох варіантах — 1000 з 16 КБ ОЗП та 1000X із 64 КБ. Але в результаті замість пари моделей 1000 і 1000X випущена лише одну машину — 1200XL, що поєднувала обидва проєкти Sweet 8/16. Найпомітніші особливості: лише одна плата, 64 КБ ОЗП, вбудована перевірка обладнання, змінена клавіатура (з чотирма функціональними клавішами та клавішею HELP) та перероблені зовнішні порти. В цілому, 1200XL була ближчою до концепції Sweet 16, призначеної для верхнього цінового сегмента.
Частину функцій у 1200XL прибрано або погано реалізовано. Порт PBI прибрано, SIO-порт так і залишився єдиним способом підключення периферії. Але лінію +12В у SIO-порту відключено, тому деякі зовнішні пристрої не могли працювати з новою моделлю. Зміна розташування портів призвела до того, що деякі з джойстиків і картриджів, що випускалися раніше, стало складно або неможливо використовувати. Зміни у вбудованому програмному забезпеченні призвели до несумісності з деякими програмами.
Як наслідок, модель 1200XL отримала функціональність моделі 800, але за необґрунтовано високу ціну 899 доларів. Після появи 1200XL, продажі моделі 800 навіть зросли. Незабаром ціну 1200 XL довелося знизити до 600—700 доларів. Всього випущено близько 100 000 екземплярів 1200XL, модель вироблялася від січня до липня 1983 року, для неї не випускалося PAL-версії.

### Нові моделі XL

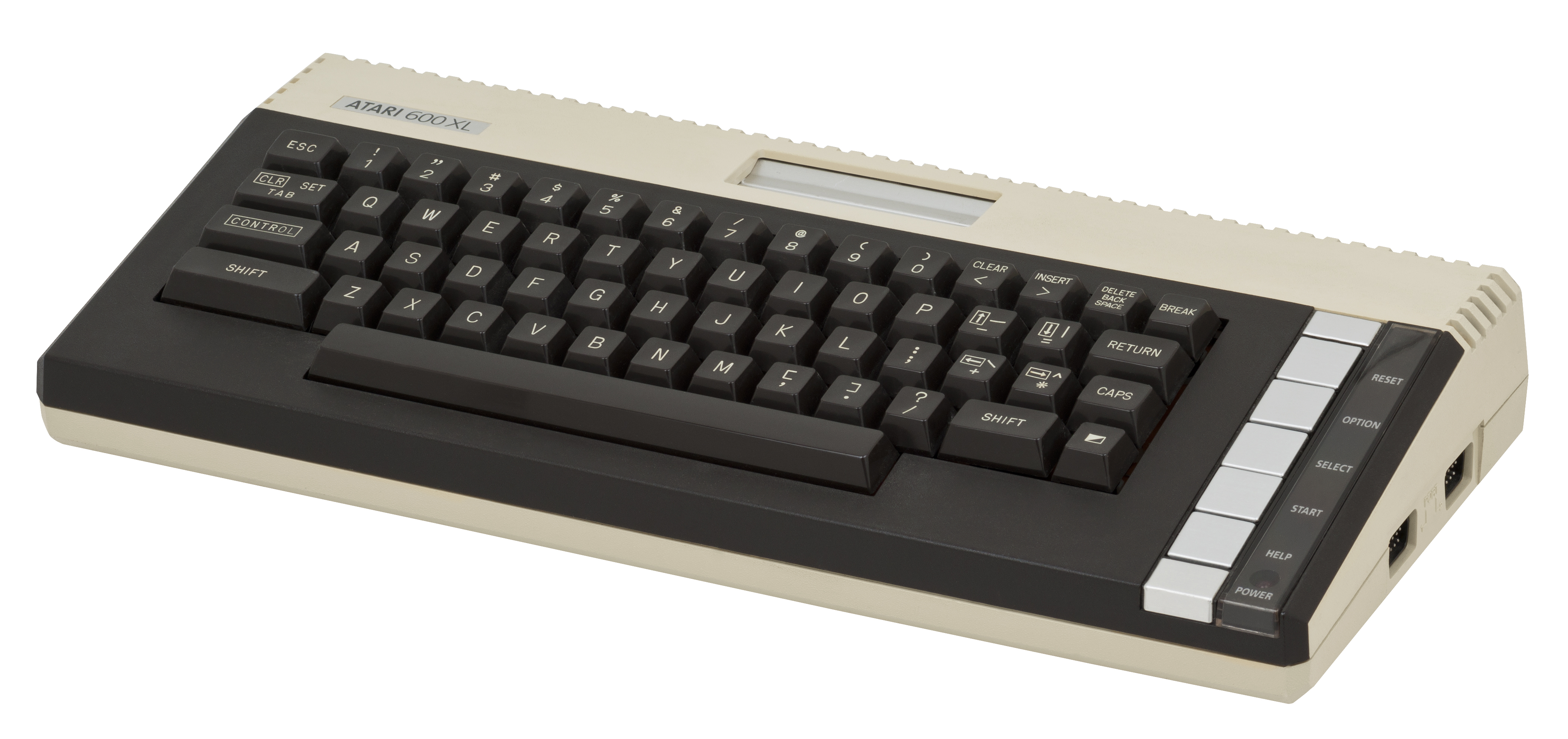
Atari 600XL

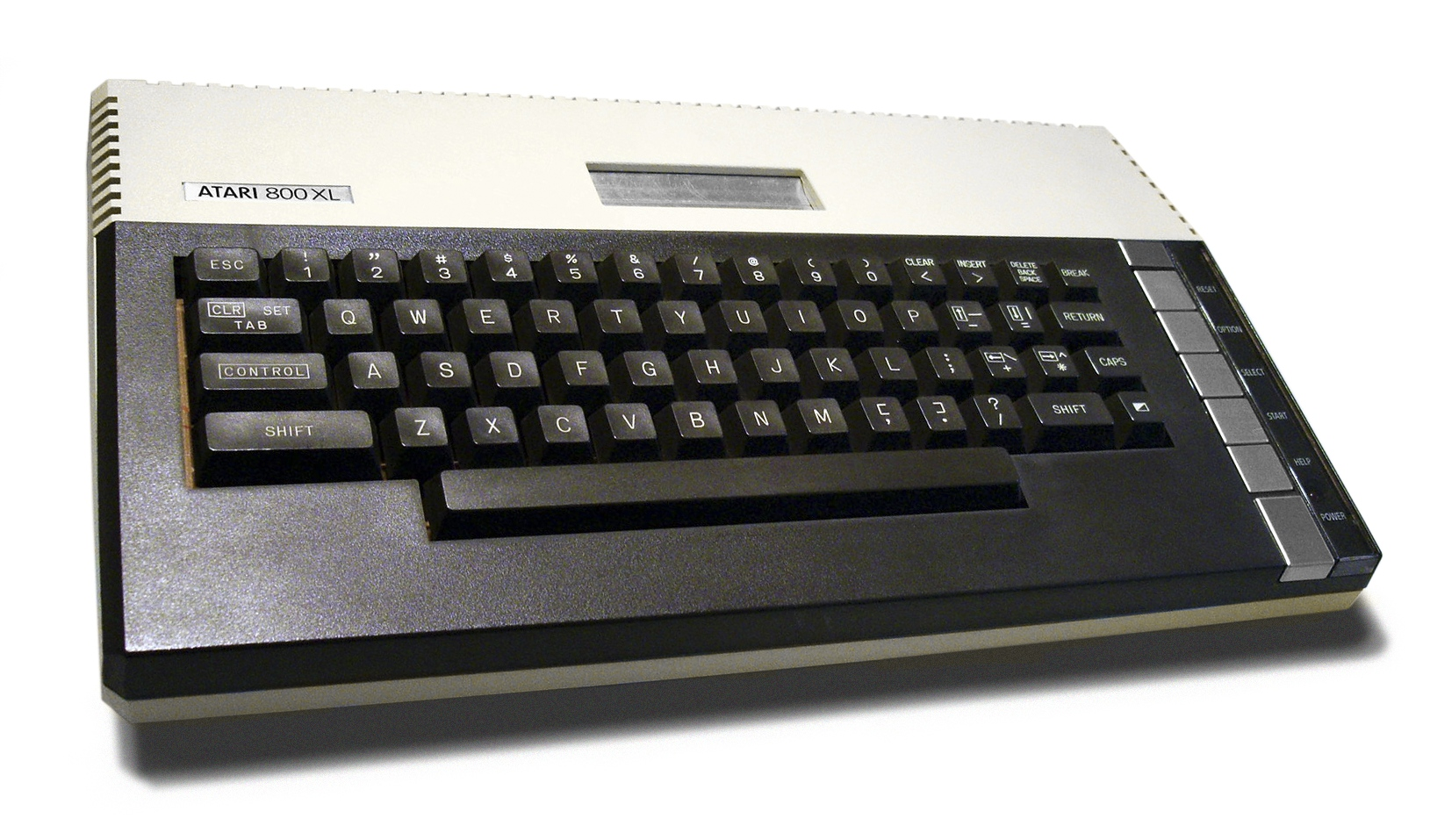
Atari 800XL

У цей час Atari виявилася втягнутою в справжню цінову війну після того, як Джек Треміел із Commodore International спробував збити ціни свого старого ворога Texas Instruments. За кілька років до цього TI "підрізала" Commodore у секторі калькуляторів, майже витіснивши з ринку. Але цього разу Треміел придбав компанію MOS Technology, і його пропозиція була сильнішою, ніж у TI, тому він міг перемогти в цій боротьбі.
Хоча Atari й не мала наміру вступати в цю війну, їй довелося це зробити для того, щоб утримати свою частку ринку. 1983 року комп'ютер TI-99/4A продавався за ціною 99 доларів, і TI збиралася випустити новий 99/2 за тією ж ціною. Ціна Atari 800 у травні 1981 становила 1050 доларів, а в червні 1983 її довелося знизити до 165 доларів.
Відштовхуючись від 1200XL як основи нової лінійки, інженери Atari додали кілька інтегральних мікросхем, які покривали і розширювали функціональність, наявну в 1200XL. Нова модель також уміщалася на одній друкованій платі, але була ще меншою і простішою, і як результат значно дешевшою.
Декілька моделей нового дизайну — 600XL, 800XL, 1400XL і 1450XLD — анонсовано на виставці CES улітку 1983 року. Машина мала вбудований Atari BASIC та порт розширення Parallel Bus Interface (PBI), розташований на задній стінці. Нові моделі нагадували 1200XL, але відстань від переднього краю до задньої стінки була меншою. Моделі 1400 та 1450 мали вбудований модем на 300 бод та вбудований синтезатор мови, крім того, модель 1450XLD мала більший корпус та вбудований привід для двосторонніх гнучких дисків.
Намагаючись зберегти прибуток на тлі падіння цін, Atari скористалася можливістю перенести виробництво на Далекий Схід. Але проблеми із новими виробничими лініями затримали вихід машин на ринок. Спочатку передбачалося, що нова лінійка замінить 1200XL в середині 1983 року, але нові машини з'явилися лише до кінця року, і в різдвяний сезон 1983 було доступно значно менше примірників, ніж очікувалося. Це не завадило 800XL стати  найпопулярнішим комп'ютером Atari: від початку виробництва до кінця 1984 випущено більше 600 000 примірників 800XL. Дати випуску 1400XL і 1450XLD все зсувалися, пріоритет надавався спочатку 600XL/800XL, а потім 3600 System. Зрештою, випуск 1400XL зовсім скасували, а 1450XLD відклали настільки, що його випуск так і не відбувся. Також доведено до рівня прототипу, але не випущено моделі 1600XL, 1650XLD і 1850XLD — їх скасували, коли директором компанії став Джеймс Дж. Морган.
Модель 600XL вироблялася в Гонконгу та Китаї, виробництво припинено в липні 1984 року. 800XL випускалася в Гонконгу та на Тайвані до 1985 року.

### Серія XE
До кінця 1983 року цінова війна на ринку домашніх комп'ютерів досягла апогею. Хоча моделі 600/800 добре позиціювалися в термінах ціни/можливостей, їх вихід на ринок запізнився настільки, що Commodore значно обійшла Atari в сезон Різдва 1983 року. Враховуючи одночасний початок кризи індустрії відеоігор 1983 року, Atari стала втрачати мільйони доларів на день. Її власники, Warner Communications, у розпачі шукали можливість продати цей підрозділ.
Хоча Commodore вийшла з цінової війни цілою та неушкодженою, розбіжності всередині фірми призвели до зняття Джека Треміела з посади. Розглядаючи можливості повернутися на ринок, він незабаром придбав Atari у Warner за низькою ціною. Отримавши підрозділи, що займаються домашніми комп'ютерами та приставками, Треміел сформував на їх основі Atari Corporation.
1984 року Atari продала близько 700 000 комп'ютерів, тоді як Commodore — близько 2 млн. Компанія готувалася до постачання нової Atari ST, але Треміел був незадоволеним продажами 8-розрядних машин і казав, що вони йдуть «дуже, дуже повільно». Комп'ютери ніколи не були основною частиною бізнесу Atari і, можливо, сімейство 8-розрядних Atari взагалі ніколи не було прибутковим, попри те, що на початок 1986 року було продано близько 1,5 млн машин.
У 1985 і на початку 1986 року ринок ігор і програм для Atari став скорочуватися. Раніше нові ігри виходили насамперед для Atari, а потім вже для інших платформ, тепер ситуація змінилася.
Треміел був родом із Польщі та зберігав зв'язки з людьми з Європи. Наприкінці 1980-х він отримав можливість використовувати ці зв'язки для розширення бізнесу компанії. Для продажу в Європі потрібна була нова, дуже дешева модель комп'ютера.

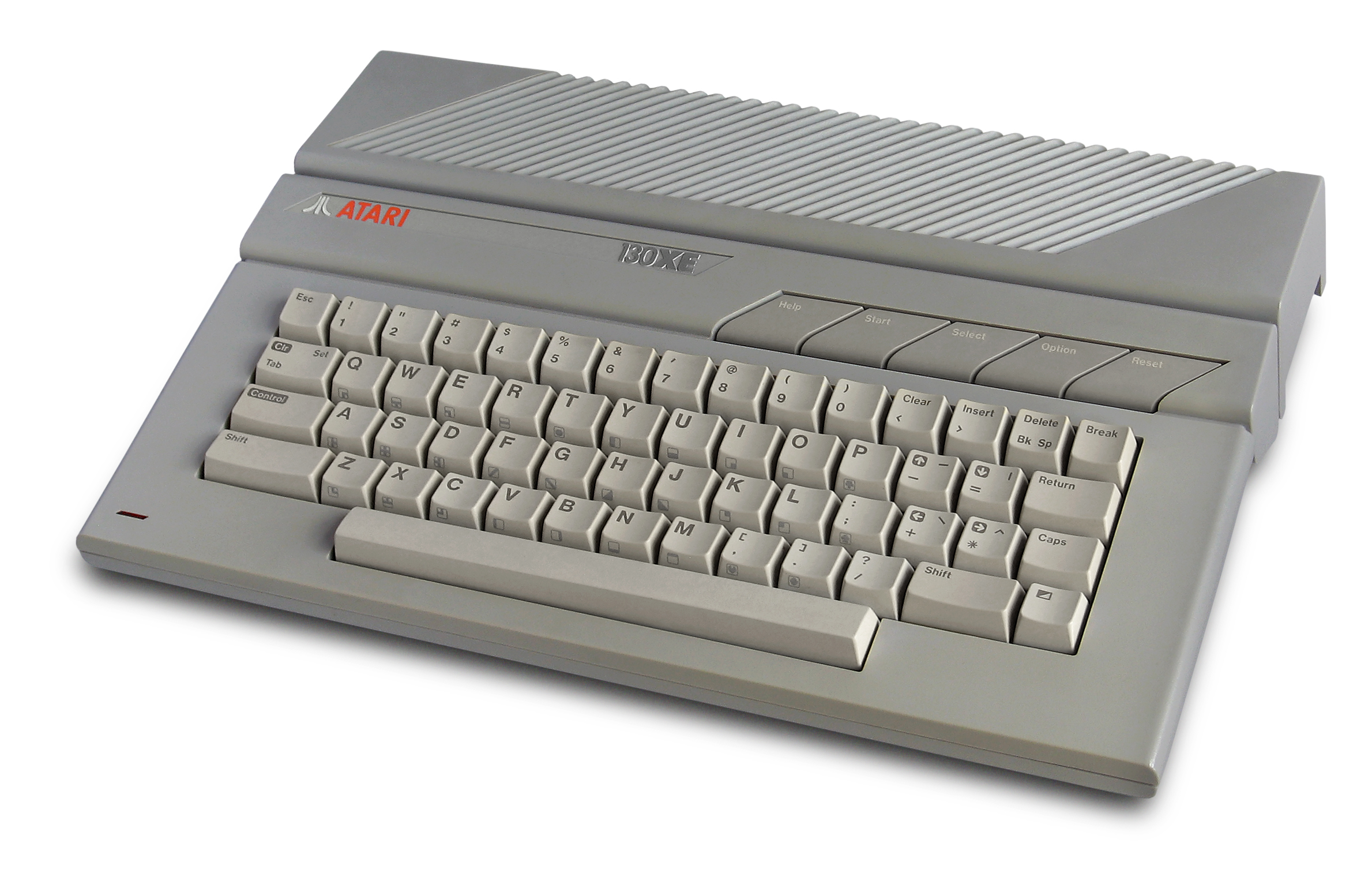
Atari 130XE

Останніми комп'ютерами 8-розрядного сімейства стали 65XE і 130XE (XE означало "XL Expanded" — "розширена XL"). Їх анонсовано 1985 року, тоді ж, як і перші моделі серії Atari ST і вигляд нових моделей також був близький до стилю ST. Спочатку передбачалося, що 65XE буде названо 900XLF, це був функціональний еквівалент 800XL, але без порту розширення PBI. Європейська версія 65XE та модель 130XE мали порт Enhanced Cartridge Interface (ECI), напівсумісний варіант PBI. 130XE постачалася зі 128 КБ пам'яті, доступної через вибір банку ОЗП.
Крім цього, в Європі (переважно в Східній Європі) продавалася модель 800XE — по суті, особлива комплектація 65XE.

### XEGS

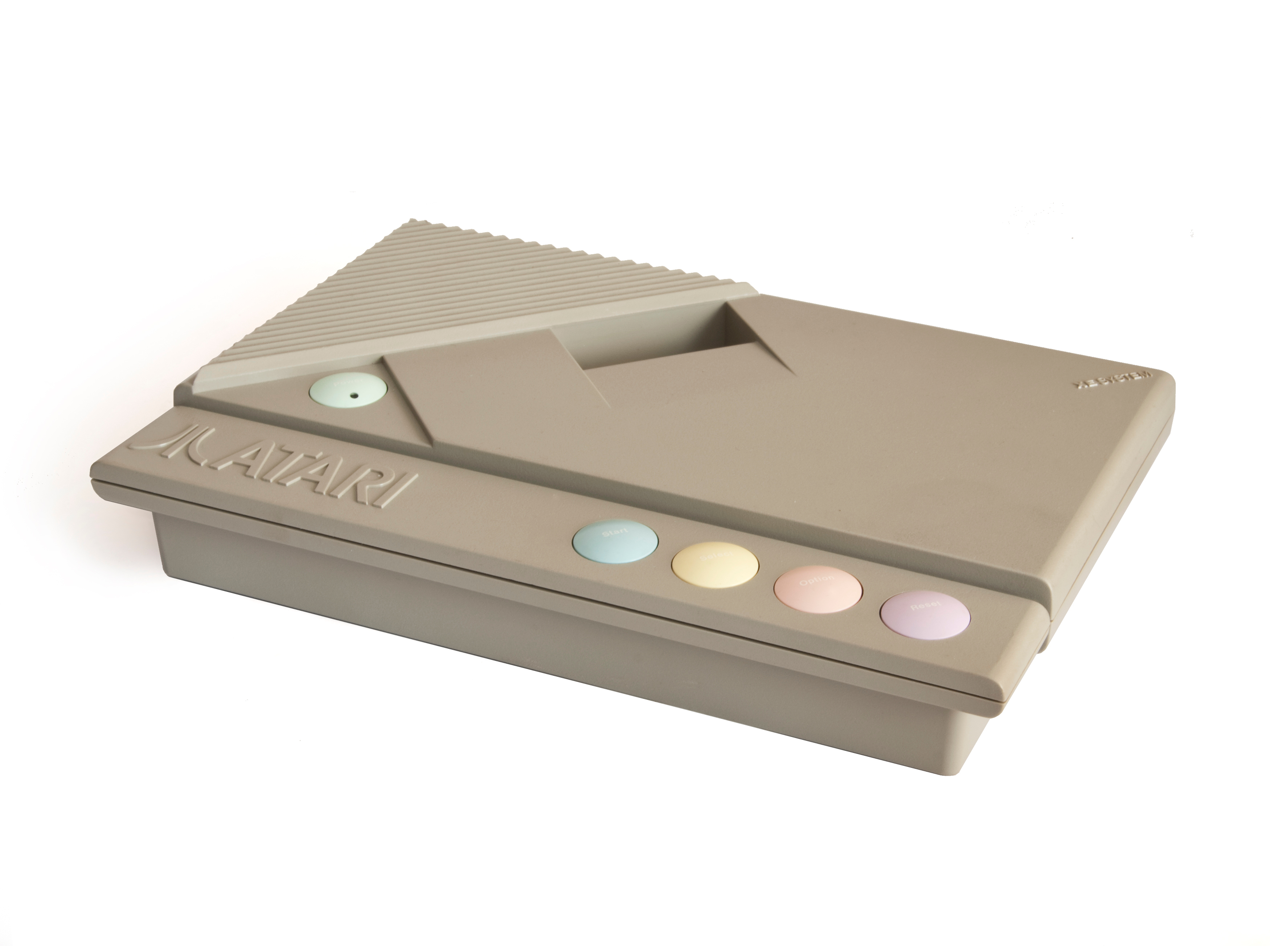
Atari XE Game System

Останньою моделлю серії стала XE Game System (XEGS), випущена 1987 року за ціною 199 доларів. Система постачалася з окремою клавіатурою, що відключається, джойстиком, світловим пістолетом і парою ігрових картриджів. По суті це була машина 65XE, випущена в новому корпусі і тим самим сумісна з усім програмним забезпеченням 8-розрядного сімейства. Продажі системи були в цілому провальними, що пов'язано з невдалим маркетингом і малою кількістю релізів нових ігор.
Від січня 1992 Atari офіційно припинила підтримку всіх 8-розрядних систем.

### Часова шкала
Дані про дати початку та закінчення виробництва для діаграми взято з Atari 8-Bit Computers FAQ та Chronology of Personal Computers.

## Моделі сімейства
- 400 та 800 (1979) — початкові моделі; 400 мала мембранну клавіатуру, 800 — повноцінну клавіатуру, два порти картриджів, вихід на монітор, слоти розширення пам'яті (до 48 КБ). Пізніше PAL-версія випускалася із процесором 6502C.
- 1200XL (1982) — новий корпус із алюмінію та пластику, 64 КБ пам'яті, два порти для джойстиків. Клавіша Help, чотири функціональні клавіші. Нова операційна система мала проблеми сумісності з програмами для попередніх моделей.

- 600XL та 800XL (1983)[30][41]

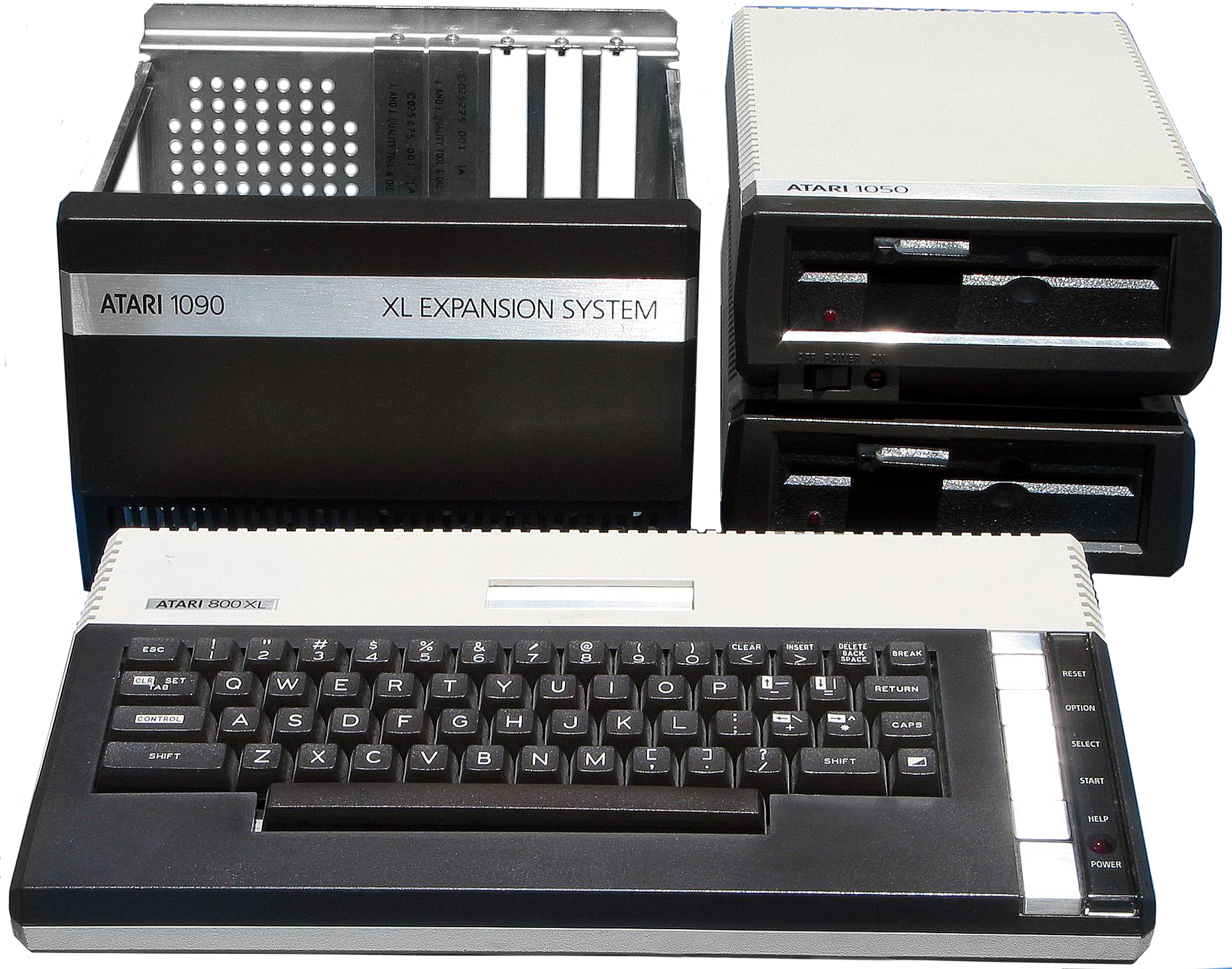
Atari 800XL, дисководи 1050 та пристрій розширення 1090XL (не випущений)

- 800XLF — 800XL із FREDDIE-чіпом та BASIC версії C. Продавалася лише у Європі.
- 65XE і 130XE (1985)[36] — 800XLF із новим корпусом та клавіатурою
- XEGS (1987) — ігрова приставка в легкому корпусі з клавіатурою, що підключається (від Atari ST)
- 800XE — фінальна машина серії, виконана в стилі 65XE та 130XE; власне, 130XE з 64 КБ ОЗП. Поширена переважно в Східній Європі[37].

Прототипи (офіційно не випущені)
- 1400XL — машина, подібна до 1200XL, плюс PBI, чіп FREDDIE, вбудований модем і чип синтезатора мови[42]. Скасував Джеймс Дж. Морган[14].
- 1450XLD — кодова назва Dynasty. 1400XL із вбудованим дисководом 5,25 дюйма та місцем під ще один дисковод[28]. Скасував Джеймс Дж. Морган[14].
- 1600XL — кодова назва Shakti, система з двома процесорами — 6502 і 80186[29].
- 900XLF — редизайн 800XLF, у результаті стала 65XE[43].
- 65XEM — 65XE зі звуковим/голосовим синтезатором AMY[44]. Модель представлено на CES 1985, але пізніше скасовано.
- 65XEP — «портативний» варіант 65XE із зеленим монітором та пакунком батарей[45]. Не випущено.
- 1090XL — зовнішній пристрій розширення, 5 слотів розширення у великому корпусі[18]. Не випущено.
- 1055, XF351, XF354 — дисководи на 3,5 дюйми.

## Технічні особливості

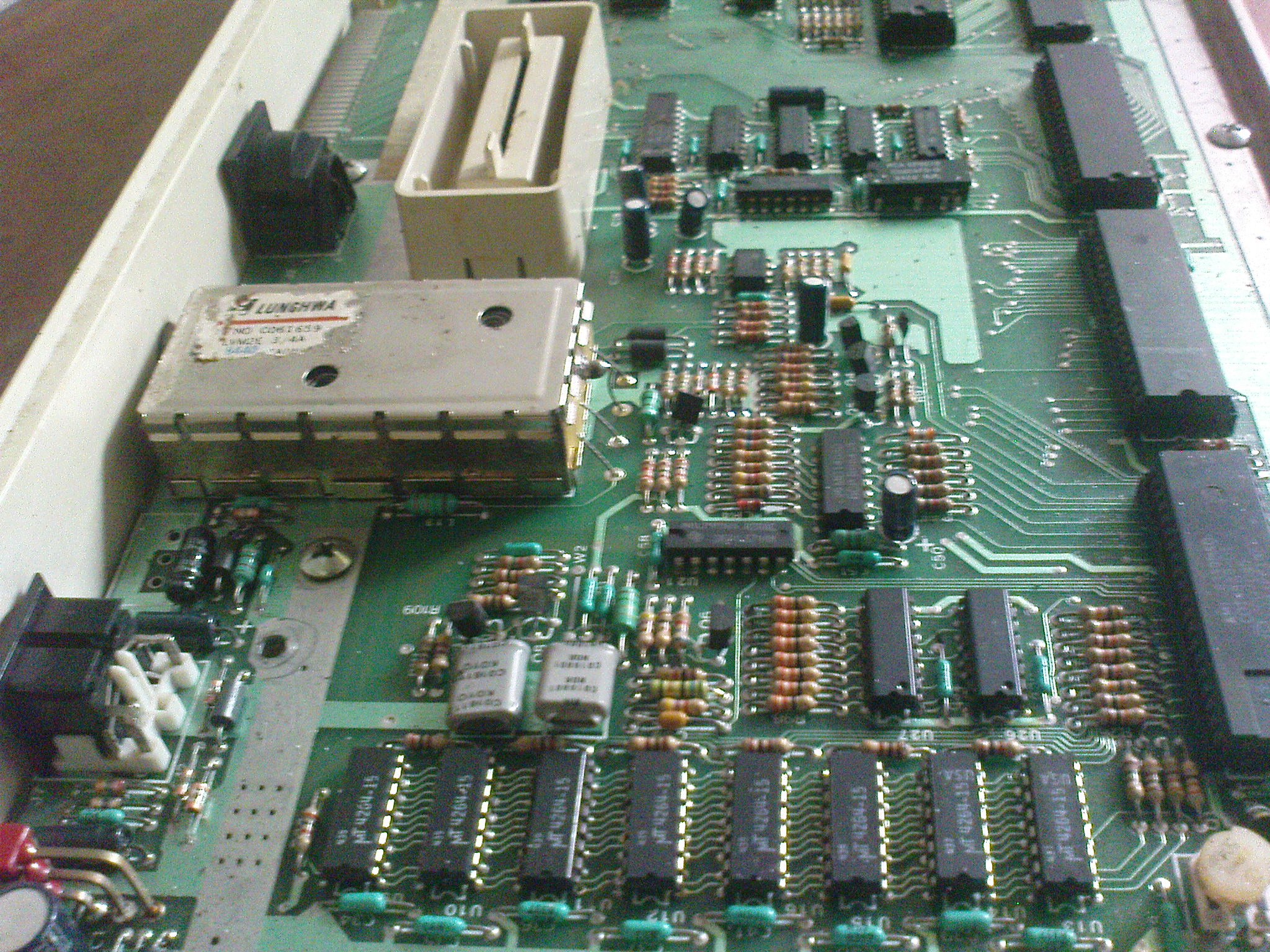
Плата Atari 800XL, без чіпа FREDDIE

Atari використовувала процесор 6502, пару чіпів ANTIC та GTIA для графіки, чіп POKEY для звуку та послідовного введення-виведення (SIO). Цими додатковими чіпами керував набір регістрів, спроєктованих на пам'ять центрального процесора.

### Спеціалізовані мікросхеми
SALLY (6502С)
Спеціальна версія мікропроцесора 6502 з виведеним сигналом HALT'. Цей сигнал дозволяв пригальмовувати процесор на той час, коли ANTIC використовував шину процесора для обміну даними; з використанням звичайного 6502 для тієї ж мети служила схема на чотирьох мікросхемах. SALLY використовувався в пізніх версіях моделей 400/800, у всіх моделях XL/XE, а також ігрових приставках Atari 5200 і 7800.
ANTIC
AlphaNumeric Television Interface Controller — мікропроцесор, який виконує інструкції для формування зображення; повний список інструкцій, що формують екран, відомий як Display List. Кожна інструкція описує, як має зображуватися один рядок екрана (із зазначенням текстового або графічного режиму), де він відображається, чи містить переривання, чи скролінг, і де брати інформацію для відображення. Оскільки кожен рядок програмується окремо, то можливе поєднання тексту та графіки та використання кількох режимів на одному екрані. Вертикальний і горизонтальний скролінг виконується без копіювання даних.
CTIA/GTIA
Color Television Interface Adaptor – використовувався в Atari 400/800. CTIA отримує інформацію від ANTIC, керує спрайтами, визначає зіткнення, пріоритет та колір/яскравість об'єктів. На виході чіпа формуються розділені цифрові сигнали яскравості та колірності, з яких формується аналоговий композитний відеосигнал. У пізніших моделях CTIA замінено Graphic Television Interface Adaptor, збережено сумісність зі CTIA та додано ще 3 відеорежими.
POKEY
POtentiometer and KEYboard — чіп введення-виведення: відповідає за опитування клавіатури, генерування звуку та обмін із зовнішніми пристроями. Також надає таймер, генератор випадкових чисел (використовується для генерування шуму) і масковані переривання. POKEY має чотири 8-бітових напівнезалежних звукових канали, кожен зі своєю частотою, шумом і гучністю. Для формування якіснішого звуку (16 біт) два канали звуку можна об'єднати в один.
Чіп POKEY, крім домашніх комп'ютерів Atari, використовувався також у ігрових автоматах, таких як Missile Command та Asteroids Deluxe.
FREDDIE
Окремий чіп, який відповідає за роботу з динамічним ОЗП. Заміщав низку мікросхем малого та середнього ступеня інтеграції, з метою здешевлення конструкції. FREDDIE використовувався в моделях 800XL (пізніх випусків) та XE.

### Відеорежими
Апаратура дозволяла виводити до 384 пікселів по горизонталі та до 240 рядків по вертикалі. Відеорежими, надавані операційною системою:
- Текстові 40×24
- Текстовий 20х24, одноколірний текст, символ 8х8, режим відповідає графічному режиму 160х192
- Текстові 20×12
- Графічний 40×24, 4 кольори
- Графічні 80×48, 2 або 4 кольори
- Графічні 160×96, 2 або 4 кольори
- Графічні 160×192, 2 або 4 кольори
- Графічний 320×192, 2 кольори
- Графічні 80×192 (тільки GTIA), 9 або 15 кольорів, або 16 градацій яскравості

Існувала можливість програмно формувати зображення, що виходить за обмеження стандартних відеорежимів, наприклад відеорежим 80×192 з будь-яким кольором у кожній точці. Але через відмінності в телевізійних стандартах розкладання програмне формування зображення, що працює у версії PAL комп'ютера, могло неправильно працювати в NTSC версії і навпаки.

## Програмне забезпечення
У бібліотеці програм для 8-розрядних комп'ютерів Atari переважали ігри. Так, у збірці оглядів за 1984 рік 198 сторінок присвячено іграм і 167 сторінок — решті програм.

### Вбудоване ПЗ
Комп'ютери поставлялися з подобою операційної системи, вбудованою в ПЗП. В Atari 400/800 це були три чіпи загальним обсягом 10 КБ: спочатку з OS Rev A, потім із виправленою OS Rev B.
Машини серії XL/XE мали ОС об'ємом 16 КБ, з низкою несумісностей із програмами, випущеними для Atari 400/800. Проблеми несумісності вирішувалися за допомогою спеціального диска Translator Disk.
Ігрова приставка XEGS мала 32 КБ ПЗП, включно з 16 КБ ОС, 8 КБ BASIC та грою Missile Command.

### Atari DOS
Вбудоване програмне забезпечення Atari містило процедури для низькорівневого доступу до диска. Але для роботи з файловою системою був потрібен додатковий шар, дискова операційна система. Таким шаром стала Atari DOS, яку потрібно було завантажувати з диска після кожного вимкнення живлення або перезавантаження. Atari DOS не мала командного рядка та керувалася за допомогою меню.
Існувало кілька версій Atari DOS:
- DOS 1.0 — початкова версія Atari DOS, випущена 1979 року.
- DOS 2.0S, 2.0D — покращений варіант DOS 1.0, стала стандартом для дисковода 810; Версію 2.0D випущено для дисковода 815.
- DOS 3.0 — спочатку постачалася з дисководом 1050. Використовувала інший формат диска і була несумісною з DOS 2.0, тому не стала популярною.
- DOS 2.5 — замінила DOS 3.0 для дисковода 1050. Функціонально ідентична DOS 2.0S, але може читати диски розширеної щільності.
- DOS 4.0 — розроблена для 1450XLD, скасована.
- DOS XE — розроблена для дисковода XF551; працює лише на моделях XL/XE. Підтримує дати файлів та піддиректорії.

Також існує близько десятка дискових операційних систем Atari від сторонніх розробників. Деякі були досить просунутими, наприклад, SpartaDOS X .

### Ігри

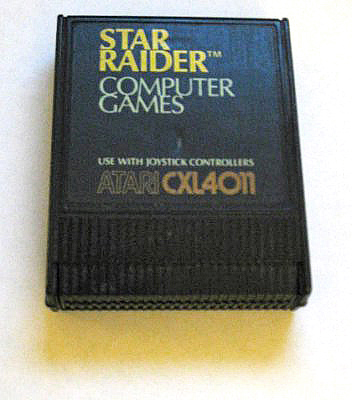
Ігровий картридж Star Riders для 8-розрядних Atari

Для 8-розрядного сімейства Atari випущено кілька тисяч комерційних ігор, основна маса — від 1981 до 1989 року.
Гра Star Raiders (1979) добре демонструвала графічні можливості комп'ютера, використовувалася для демонстрування в магазинах, і по суті вона стала «killer app» — для багатьох людей вона стала причиною купівлі комп'ютера Atari на початку 1980-х.

Деякі з найпопулярніших ігор (за даними сайту AtariMania):
1. Boulder Dash
2. Montezuma’s Revenge
3. Bruce Lee
4. Rescue on Fractalus!
5. River Raid
6. Pole Position
7. International Karate
8. Star Raiders
9. Dropzone
10. Pitfall! II — Lost Caverns
11. Alley Cat
12. Zybex
13. Archon
14. M.U.L.E.
15. Q*bert

### Інше ПЗ
Мови програмування:
- Асемблери: Atari Assembler Editor, Atari Macro Assembler, MAC/65[en] тощо.
- BASIC: Atari BASIC у ПЗП, Atari Microsoft BASIC, Turbo Basic XL[en]  тощо.
- Сі: Deep Blue C, Lightspeed C, cc65.
- Паскаль, Форт — кілька реалізацій.
- INTER-LISP/65, Atari Logo[en], Atari PILOT.
- Action! — мова, спеціалізована під 8-розрядні Atari, за синтаксисом схожа з Алгол-68[58].

Для Atari також випускалися текстові процесори (AtariWriter, Bank Street Writer), електронні таблиці (VisiCalc), музичні редактори (Music Construction Set), навчальні програми.

## Периферія
За час використання 8-розрядної серії для неї випущено багато периферійних пристроїв як самою Atari, так і сторонніми виробниками. Периферія Atari використовувала пропрієтарний порт SIO, який допускав з'єднання кількох пристроїв "ланцюжком". Крім того, на моделях XL з'явився порт розширення PBI і кілька пристроїв було призначено для нього.
- Джойстики від Atari 2600 були сумісними з 8-розрядними комп'ютерами Atari. Крім того, для комп'ютерів випускалися свої контролери та інші пристрої введення: цифрова клавіатура, трекбол, світлове перо, світловий пістолет.
- Декілька касетних магнітофонів[59] (на відміну від багатьох інших домашніх комп'ютерів, з 8-розрядними Atari неможливо використовувати звичайний побутовий магнітофон).
- Декілька моделей дисководів для дискет на 5,25 дюйма — одинарної, розширеної та подвійної щільності[60].
- Принтери різних типів: матричні, термічні, кольорові[61].
- Модеми як акустичні, так і з прямим з'єднанням із лінією[62].
- Інша периферія, зокрема, порти Centronics/RS-232, інтерфейси SASI/SCSI, модулі пам'яті тощо.
- Протягом нетривалого часу випускалися комплекти AtariLab Starter Kit[en], що включають прилад та картридж із програмою, що дозволяло використовувати комп'ютер для деяких простих фізичних експериментів[63].

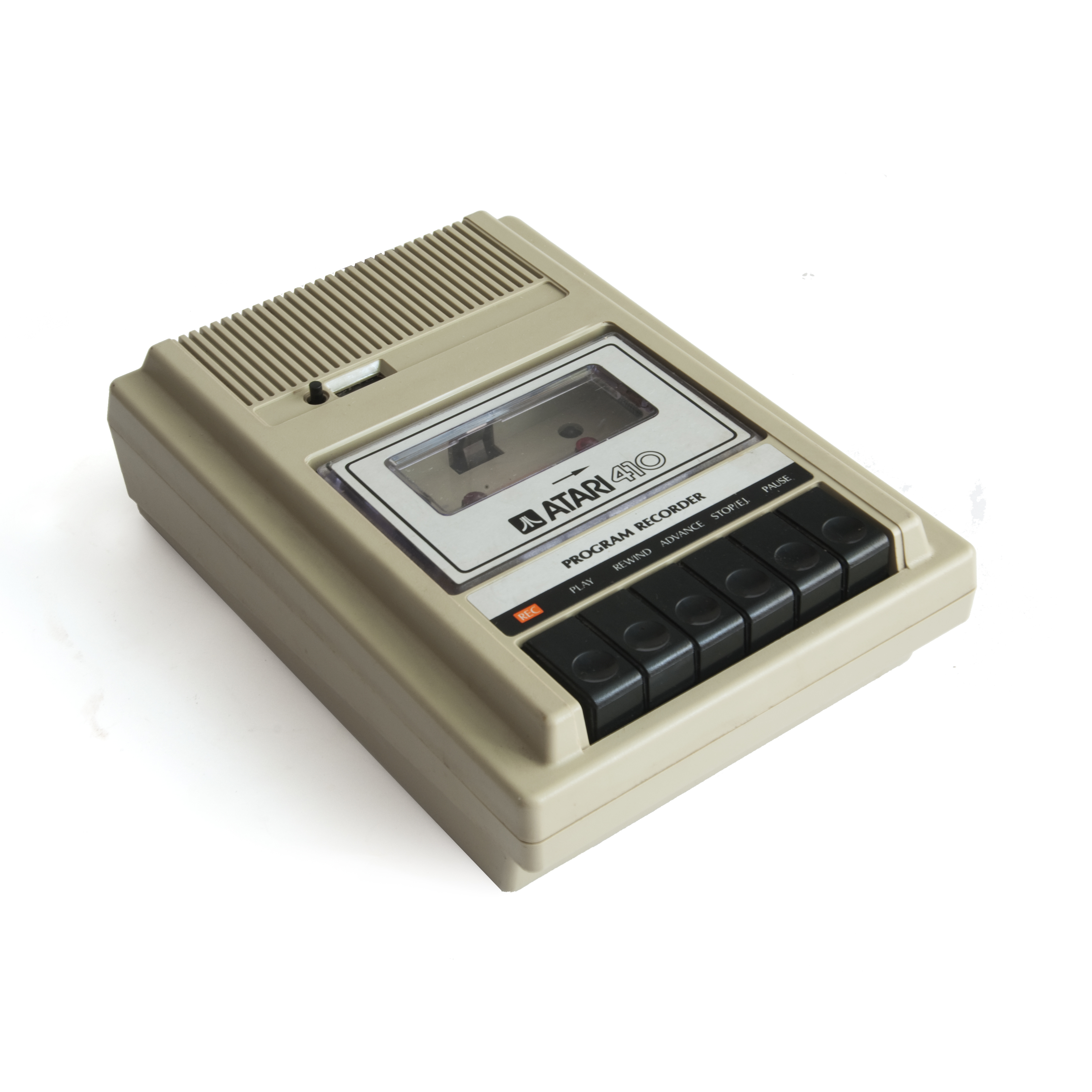
Магнітофон Atari 410
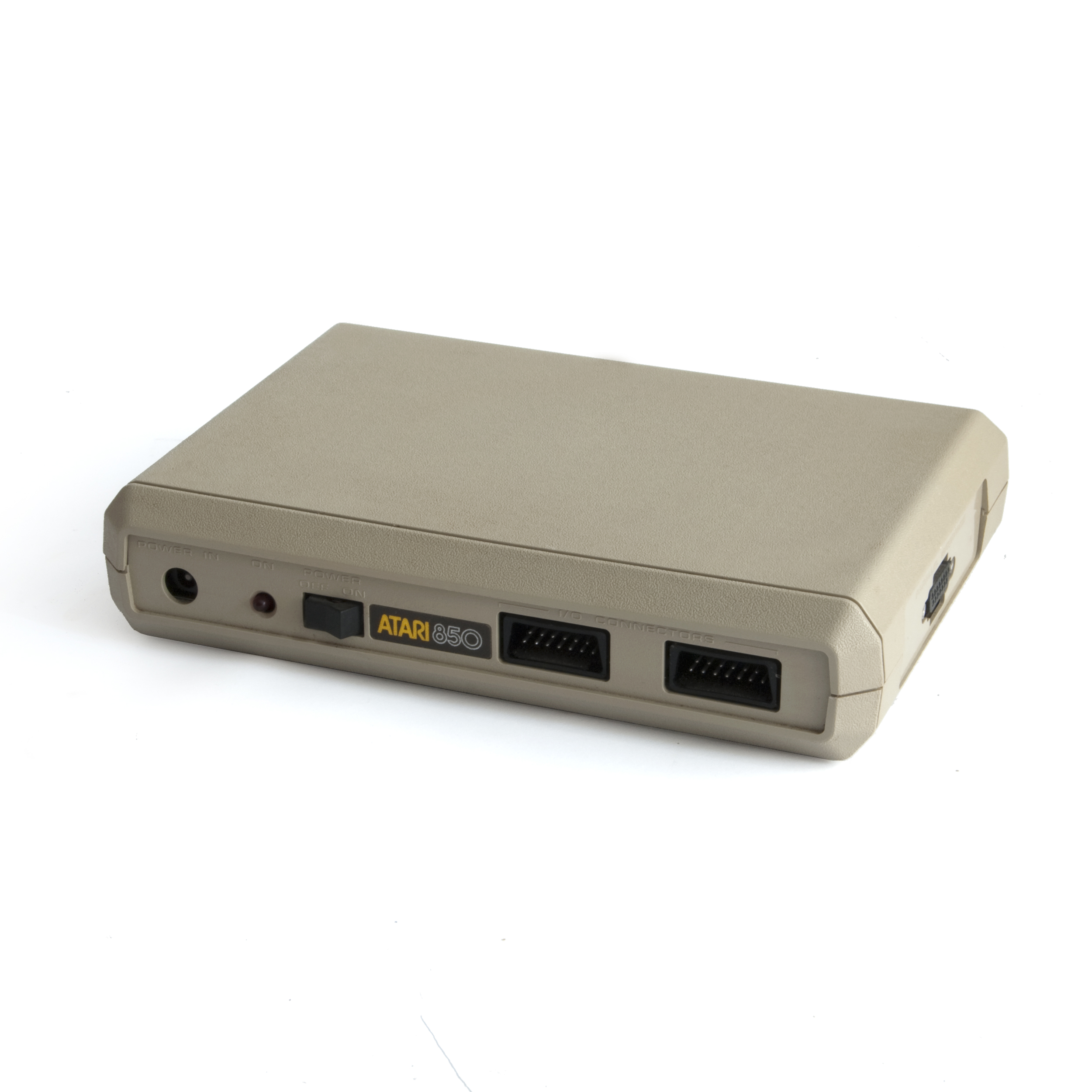
Інтерфейс Atari 850
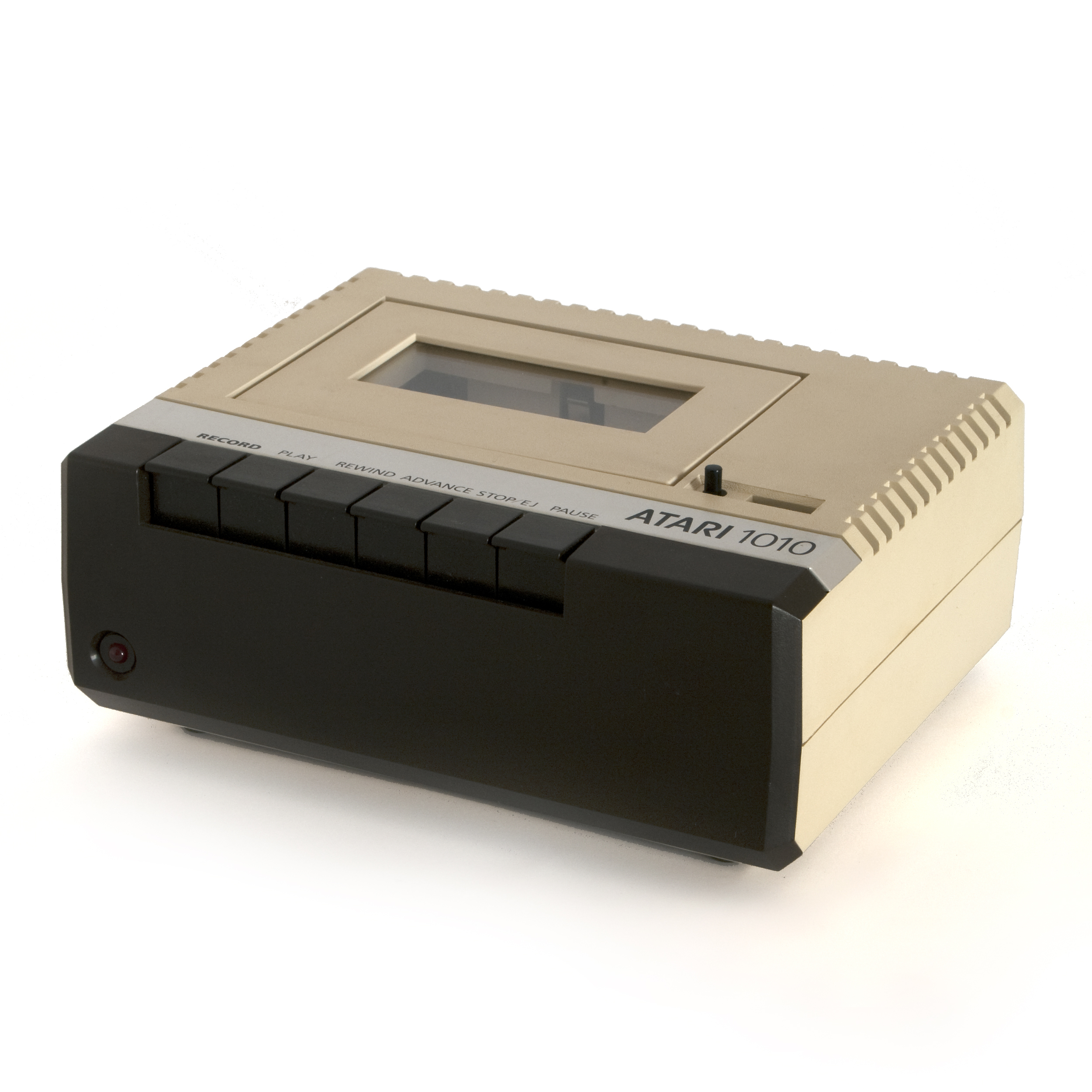
Магнітофон Atari 1010
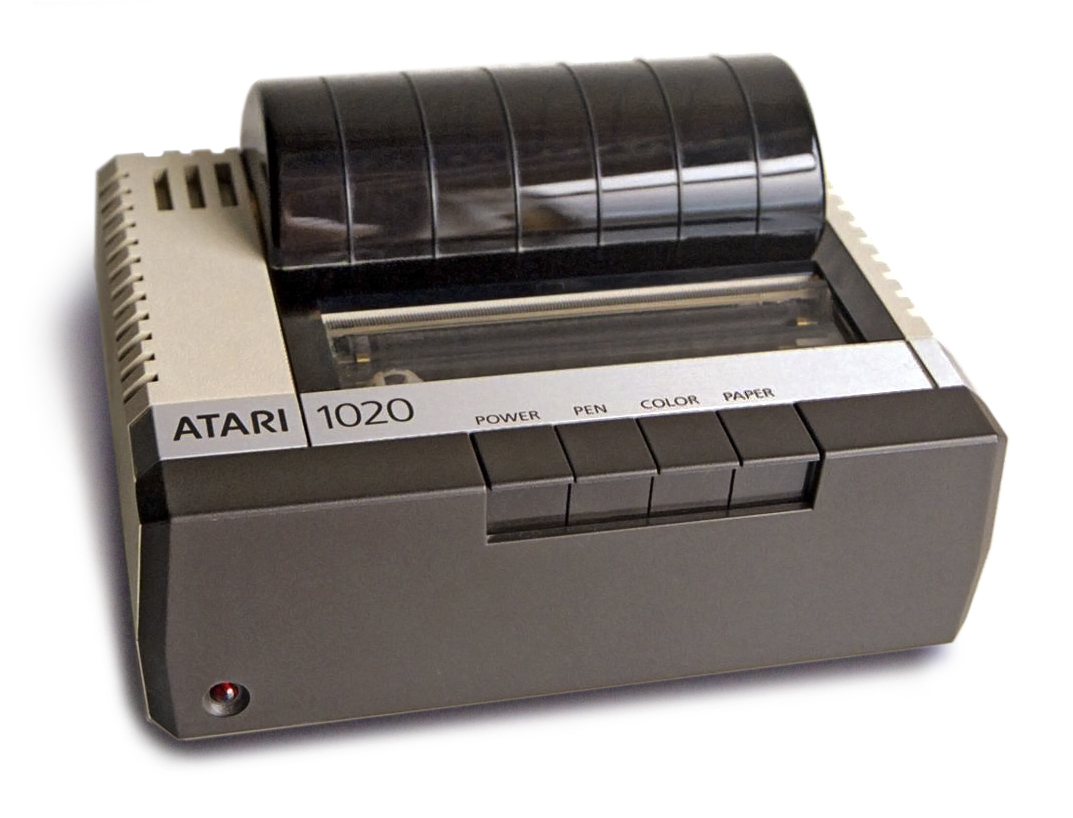
Плоттер Atari 1020[en]
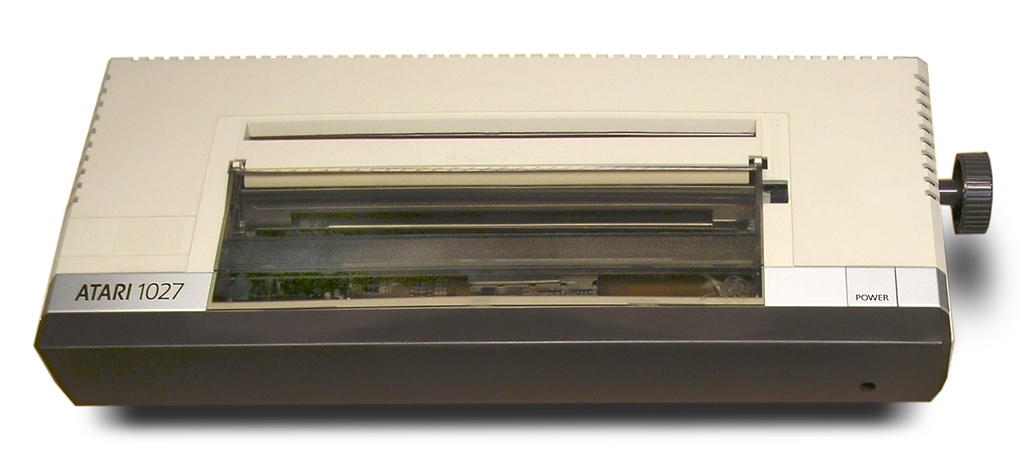
Принтер Atari 1027
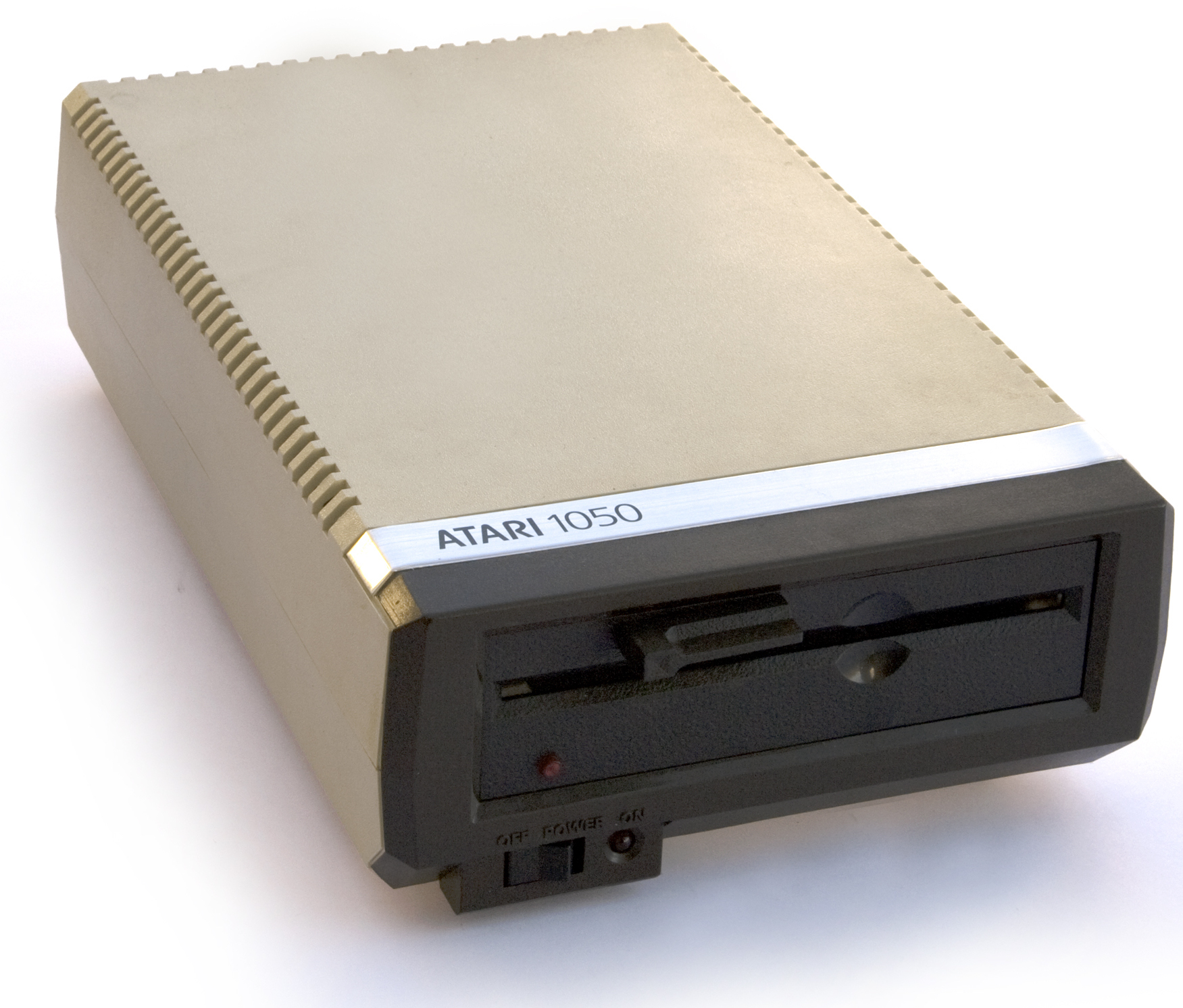
Дисковод Atari 1050
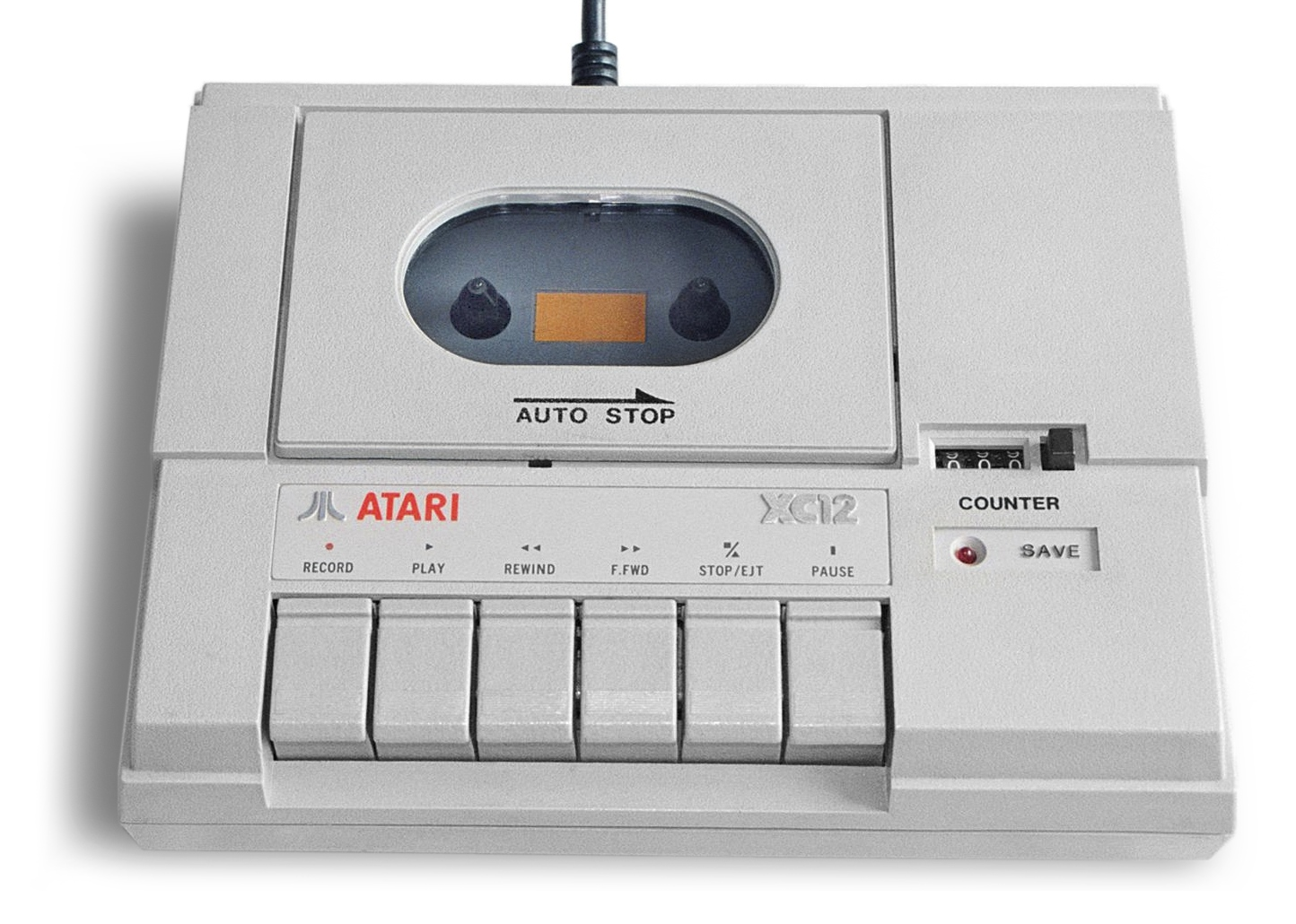
Магнітофон Atari XC12
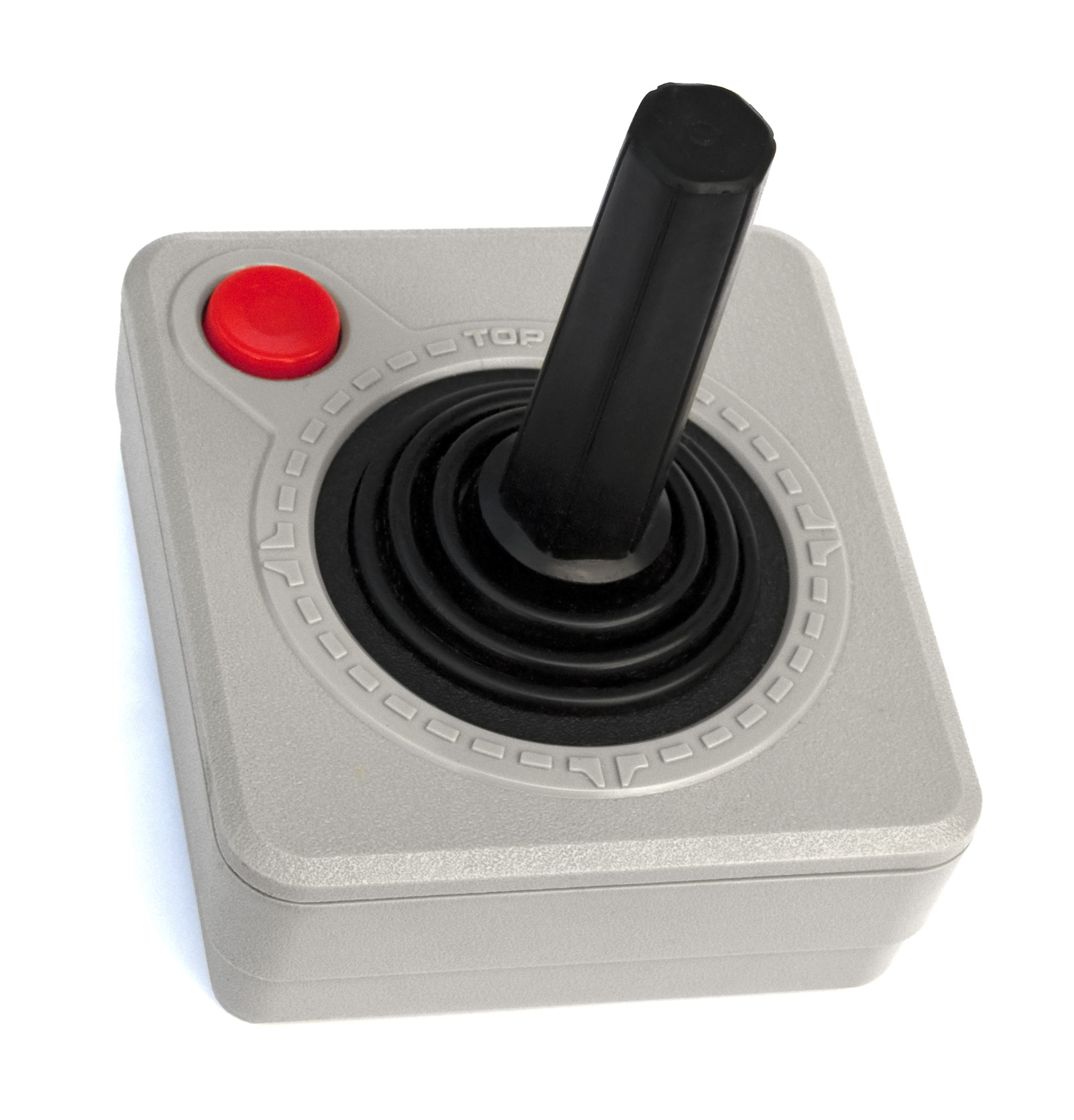
Джойстик CX40 у кольорах XE
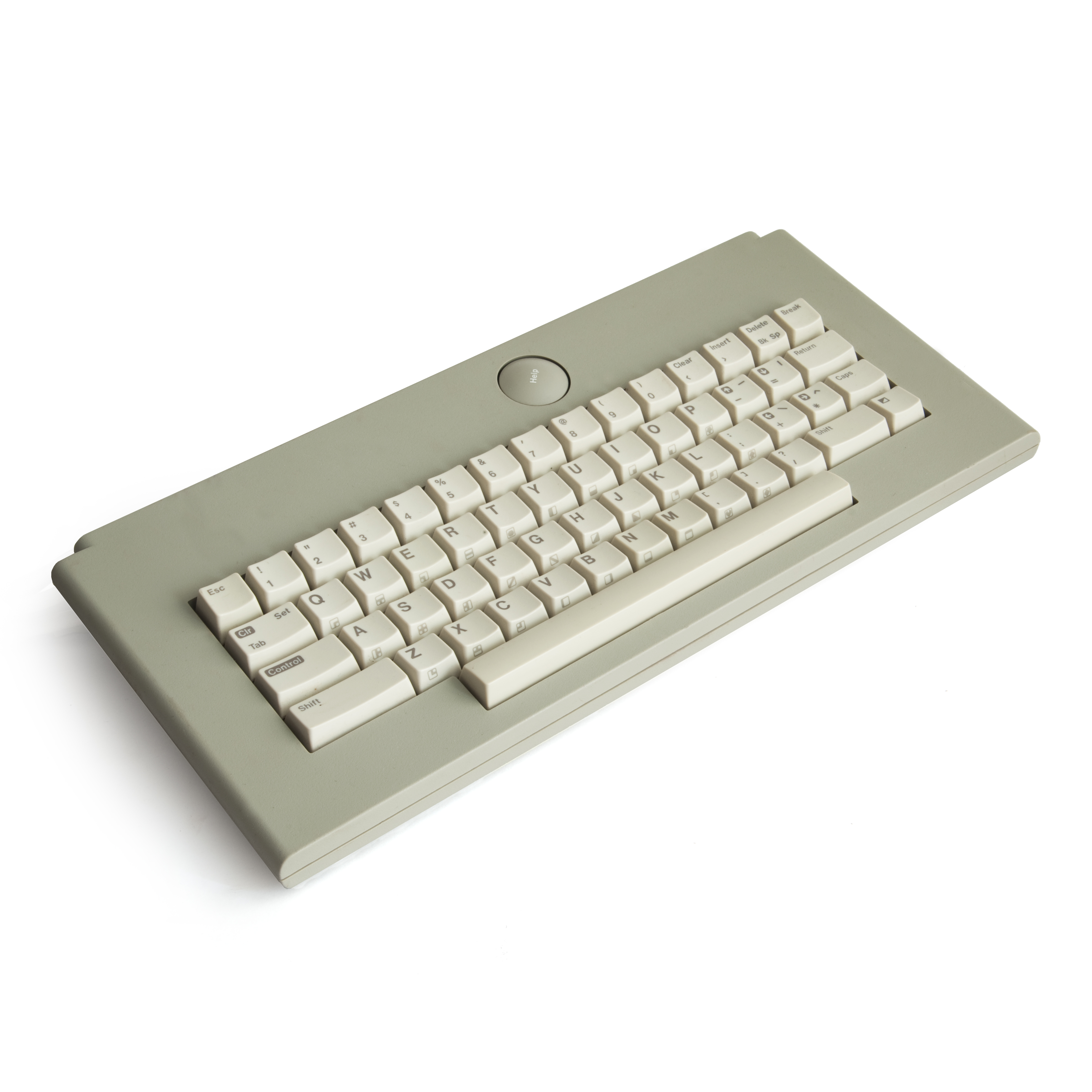
Клавіатура XEGS
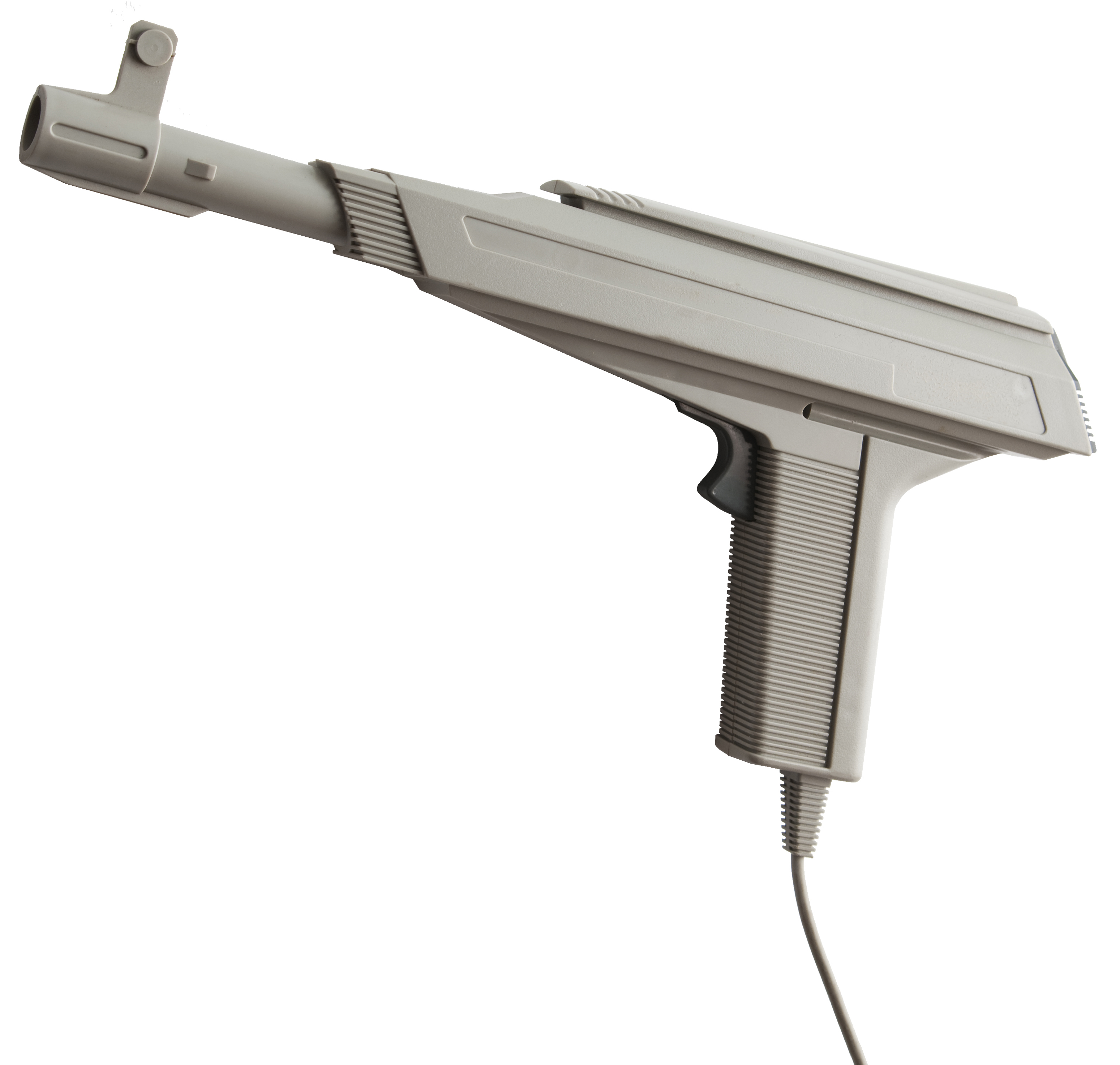
Світловий пістолет Atari XG-1
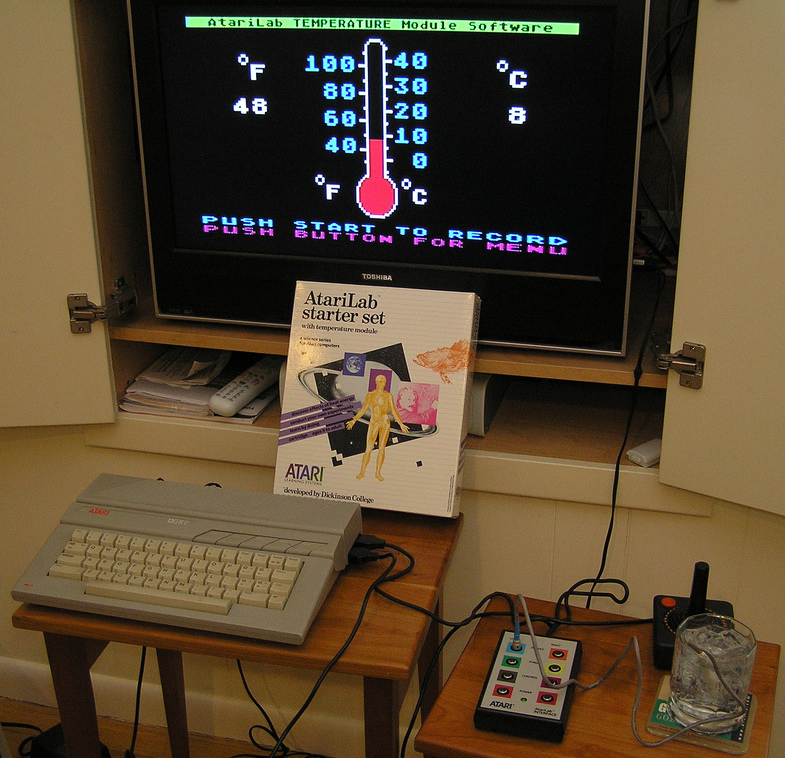
AtariLab